# ブラジル人の一覧
ブラジル人の一覧（ブラジルじんのいちらん）は、ブラジル連邦共和国出身者の一覧である。

ブラジル国旗

## 政治家

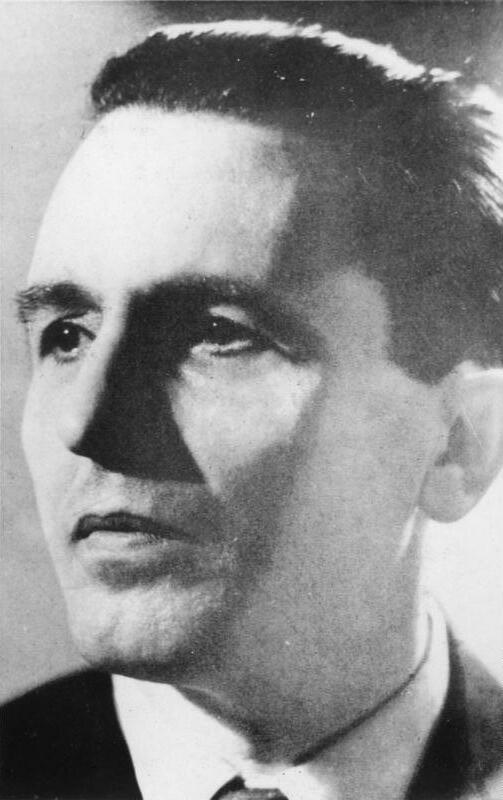
ルイス・カルロス・プレステス

- パルマーレスのズンビ -　キロンボ・ドス・パルマーレスの指導者
- チラデンテス -　独立運動家
- ジョゼ・ボニファシオ・デ・アンドラーダ・エ・シルヴァ -　独立指導者
- ジョアキン・ナブーコ - 奴隷廃止運動家
- ジェトゥリオ・ドルネレス・ヴァルガス - ヴァルガス革命とエスタード・ノーヴォ (ブラジル)の立役者
- ルイス・カルロス・プレステス - 革命家
- ジャイメ・レルネル（元パラナ州知事、元クリチバ市長）
- シコ・メンデス - 環境運動家

## 実業家
- マウアー子爵
- カルロス・ゴーン - ルノー会長[兼子会社の日産自動車会長]/フランスとの二重国籍
- アビーリオ・ディニス - グルッポ・ポン・デ・アスカールの経営者
- アルベルト・サントス・ドゥモン - 航空界のパイオニア

## 聖職者
- エルデル・カマラ
- バルトロメウ・デ・グスマン
- レオナルド・ボフ

## 軍人
- ウンベルト・デ・アレンカール・カステロ・ブランコ - 大統領
- ジュンイチ・サイトウ
- デオドロ・ダ・フォンセカ - 初代大統領
- ルイス・カルロス・プレステス
- フロリアーノ・ペイショト - 第二代大統領
- エルサ・メデイロス
- フランシスコ・リマ・エ・シルヴァ - 三国同盟戦争の同盟軍司令官
- カンヂード・ロンドン

## 外交官
- バラン・ド・リオ・ブランコ （1845–1912）
- ジョアキン・ナブーコ （1849–1910）
- ルイス・マルチンス・デ・ソウザ・ダンタス
- オスヴァルド・アラーニャ
- ルイ・バルボーサ
- ヴァルテル・モレイラ・サレス
- セルジオ・ヴィレイラ・デ・メーリョ （1948–2003）- 国連代理人

## 探検家と発見者
- カンヂード・ロンドン - 著名な探検家、技術者
- ヴィラス・ボアス兄弟 （1914–2003）- 探検家、インデジェニスタ
- アミール・クリンク -
- シドニー・ポスエロ （1940生）- 探検家、社会活動家、インディオ専門家
- カレン・クラーク （1989生）- 探検家、社会活動家

## スポーツ選手

### モータースポーツ
- アレックス・バロス
- ウィルソン・フィッティパルディ
- エマーソン・フィッティパルディ
- クリスチャン・フィッティパルディ
- ホセ・カルロス・パーチェ
- ネルソン・ピケ
- ネルシーニョ・ピケ
- アイルトン・セナ
- ブルーノ・セナ
- ロベルト・モレノ
- マウリシオ・グージェルミン
- ルーベンス・バリチェロ
- ジル・ド・フェラン
- クリスチアーノ・ダ・マッタ
- エリオ・カストロネベス
- フェリペ・マッサ
- リカルド・ゾンタ
- チコ・セラ
- ペドロ・ディニス
- インゴ・ホフマン
- アレックス＝ディアス・リベイロ
- パウロ・カーカッシ
- ラウル・ボーセル
- タルソ・マルケス
- リカルド・ロセット

### 格闘家
- アントニオ・シウバ
- アントニオ・ホドリゴ・ノゲイラ
- アントニオ・ホジェリオ・ノゲイラ
- マルコリオ・ルイス
- ヒカルド・アローナ
- ムリーロ・ブスタマンチ
- ヘンゾ・グレイシー
- ペドロ・ヒーゾ
- ペレ
- ヒクソン・グレイシー
- ホイス・グレイシー
- ホイラー・グレイシー
- ハイアン・グレイシー
- ヴァンダレイ・シウバ
- マウリシオ・ショーグン
- ムリーロ・ニンジャ
- ルイス・アゼレード
- アンデウソン・シウバ
- ジャイアント・シルバ
- ジョゼ・アルド
- メストリ・ビンバ - カポエィラ・ヘジオナウの創始者
- メストリ・パスチーニャ - カポエィラ・アンゴーラの創始者
- フランシスコ・フィリォ
- グラウベ・フェイトーザ
- エヴェルトン・テイシェイラ
- ファブリシオ・ヴェウドゥム
- リョート・マチダ
- モンターニャ・シウバ
- ジュニオール・ドス・サントス

### 野球
- 奥田ペドロ
- パウロ・オルランド
- 片山文男
- 金伏ウーゴ
- ムリロ・ゴウベイア
- ヤン・ゴームズ
- アンダーソン・ゴメス
- ケズレイ・コンドウ
- 櫻井嘉実
- 佐藤二朗
- イアゴ・ジャヌアリオ
- 瀬間仲ノルベルト
- 田中マルシオ敬三
- 玉木重雄
- 仲尾次オスカル
- チアゴ・ビエイラ
- 平田ブルーノ
- ファニョニ・アラン
- ラファエル・フェルナンデス
- ディエゴ・フランカ
- フェリペ・ブリン
- 曲尾マイケ
- チアゴ・マガリャエス
- ジョー・マツモト
- 松元ユウイチ
- ダニエル・ミサキ
- ラファエル・モレノ
- 吉村健二
- アンドレ・リエンゾ
- レオナルド・レジナット
- ロドリゴ宮本
- ルーカス・ロホ

### テニス
- マナカ藤森
- レオナ村上
- リリ上野
- アミカ梅宮

### 相撲
- 魁聖

## 知識人と学者

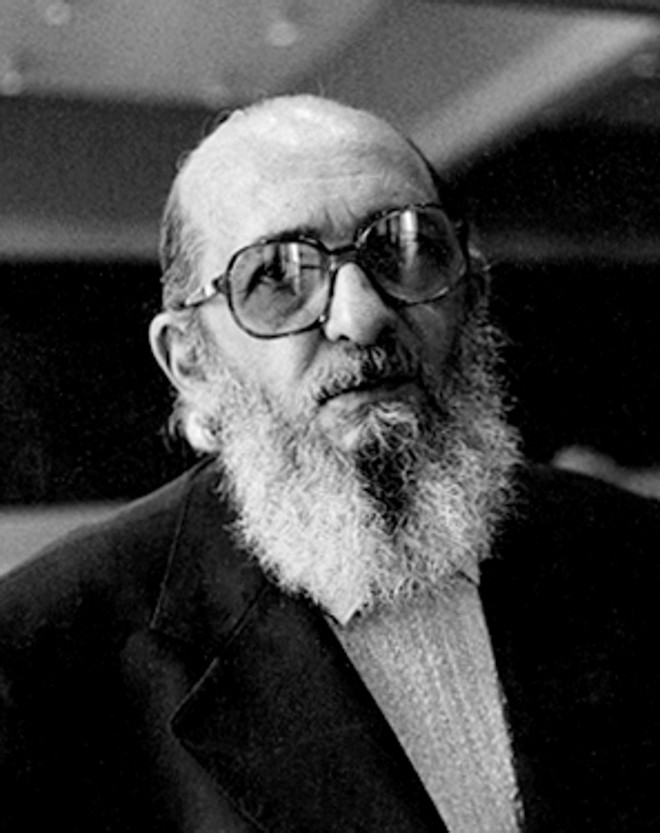
パウロ・フレイレ

- ベンジャンミン・コンスタン- 奴隷制廃止論者、共和主義者
- カイオ・プラード2世 （1907–1990）- 作家、出版者、社会学者
- ダルシー・リベイロ - 人類学者
- エルデル・カマラ
- フローレスタン・フェルナンデス （1920–1995）- 社会学者
- フェルナンド・エンリケ・カルドーゾ  -  社会学者、従属論の研究者、元大統領
- ジルベルト・フレイレ （1900–1987）- 社会学者
- エラクリト・ソブラル・ピント （1893–1991）- 法学者、人権活動家
- ジョゼ・ド・パトロニコ- 奴隷制廃止論者、共和主義者
- レオナルド・ボフ-
- ミルトン・サントス （1926–2001）-
- パウロ・フレイレ （1921–1997）- 教育学者
- レイムンド・ファオロ （1925–2003）- 法学者
- セルジオ・ブアルキ・ヂ・オランダ-

## 教育者
- パウロ・フレイレ

## 建築家と都市計画者

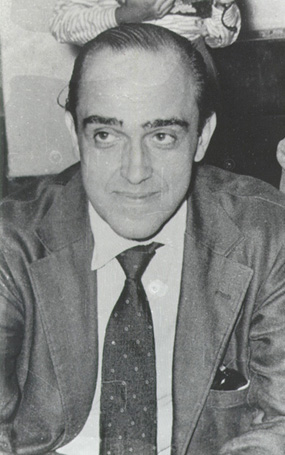
オスカー・ニーマイヤー

- アフォンソ・エドゥアドルド・レイディ （1909–1964）- 建築家、都市計画家、リオデジャネイロ市の再開発担当者
- ジョアン・バチスタ・ヴィラノーヴァ・アルチーガス （1915–1985）- 建築家
- リナ・ボ・バルディ
- ルシオ・コスタ （1902–1998）- 建築家、都市計画家、ブラジリアの建設者
- オスカー・ニーマイヤー （1907生）- 国際的に良く知られた建築家
- パウロ・メンデス・ダ・ロシャ （1928生）- 建築家、2006年プリツカー賞受賞者
- ロバート・ブール・マルクス （1909–1994）- 造園家、環境デザイナー、ランドスケープ・アーキテクト
- ルイ・オータケ- 建築家

## 作家と詩人

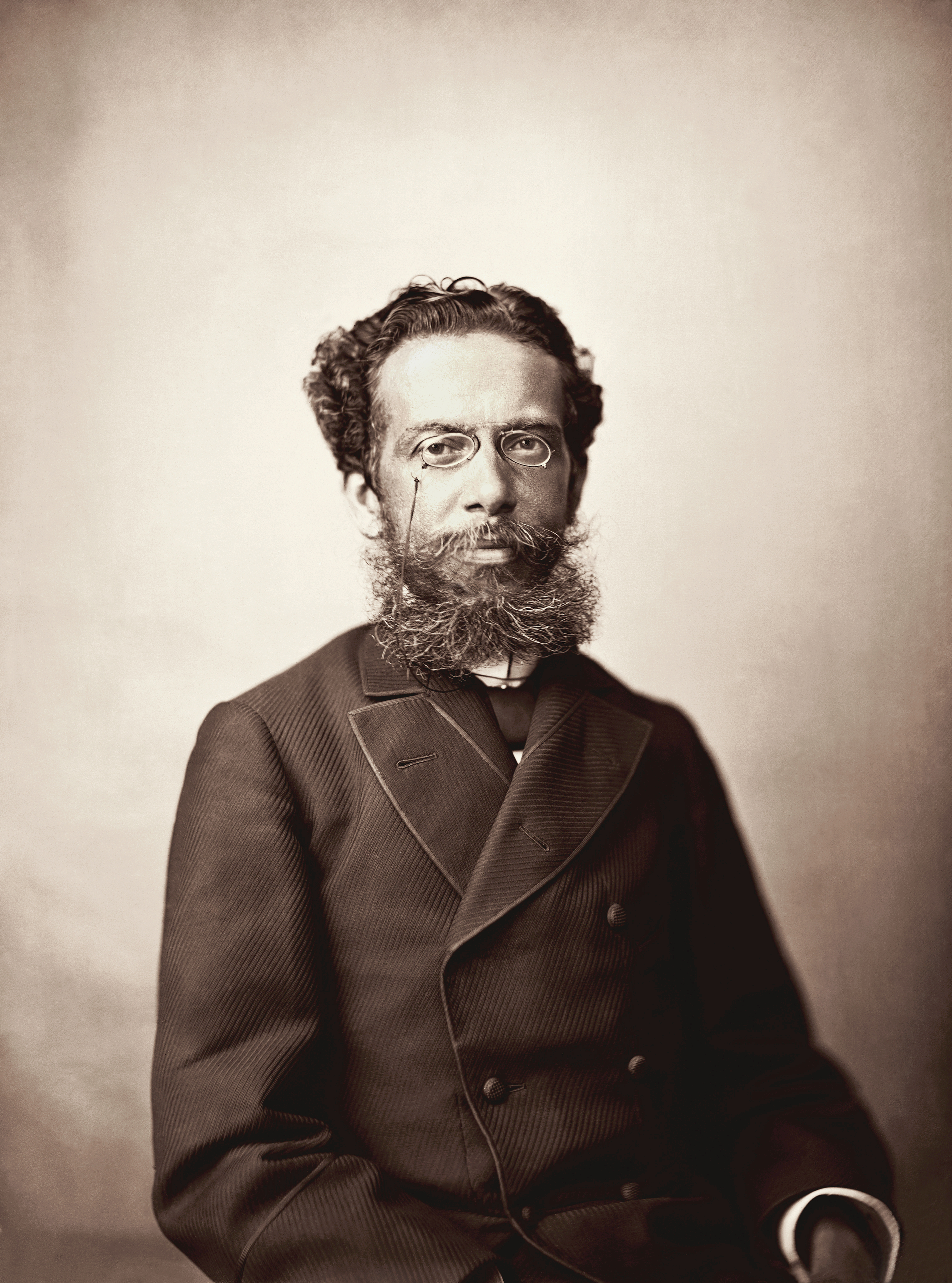
マシャード・デ・アシス

- アルヴァーレス・デ・アゼヴェード （1831–1852）- 詩人、作家
- アルフレド・デスカラグノレ・タウネイ （1843–1871）- 作家、歴史家
- アルフレド・ヂーアス・ゴメス （1922–1999）- 脚本家
- アウグスト・ドス・アンジョス （1884–1914）- 詩人
- アウストレジェジロ・デ・アタイデ （1898–1993）- ジャーナリスト
- アントニオ・ゴンサルヴェス・ディアス （1823–1864）- 詩人
- オスマン・リンス （1924–1978）- 作家
- カルロス・ドゥルモン・デ・アンドラーデ（ポルトガル語版、英語版）（1902–1987）- 詩人、作家。同国教育省に顧問官として勤めていた経歴を持つ
- カストロ・アウヴェス（ポルトガル語版、英語版） - 作家
- ゴンサルヴェス・ド・アルヴェス - 作家、詩人
- セシリア・メイレリス （1901–1964）- 詩人
- クラリス・リスペクトール （1925–1977）- 作家
- エドゥアルド・デ・パウラ・バレート （1963生）- 詩人
- エリコ・ヴェリッシモ （1905–1975）- 作家
- フェルナンド・サビーノ （1923–2004）- 作家
- ゴンサウヴェス・ジアス（ポルトガル語版、英語版） - 作家、詩人
- フェレイラ・グラール- 作家、詩人
- アロルド・デ・カンポス （1929–2003）- 詩人
- オルデマール・メネゼス （1921–1996） 作家
- ジョアン・カブラル・デ・メロ・ネト （1920–1999）- 詩人
- ジョアン・ギマラインス・ホーザ （1908–1967）- 作家
- ジョアン・ペドロ・ジョルジ- 作家、詩人
- ジョルジェ・アマード （1912–2001）- 作家
- ジョゼ・デ・アレンカール （1829–1877）- 作家
- ジュリオ・リベイロ- 作家
- ルイス・フェルナンド・ヴェリッシモ （1936年 - ）- 作家
- リャ・ルフト （1938年 - ）- 作家、詩人
- マシャード・デ・アシス （1839–1908）- 作家
- マヌエル・バンデイラ （1886–1968）- 詩人
- マリア・クララ・マシャード （1921–2001）- 脚本家
- マリオ・デ・アンドラーデ（ポルトガル語版、英語版） （1893–1945）- 作家
- マリシオ・ソウザ （1946生）- 作家
- メノッチ・デル・ピシーア - 批評家、作家
- モンテイロ・ロバート （1882–1948）- 作家、出版者
- ネルソン・ホドリゲス （1912–1980）-ジャーナリスト、作家
- レジーナ・ハルケンホフ - 教師、作家
- マヌエル・バンデイラ（ポルトガル語版、英語版） - 作家、詩人
- オドゥヴァルド・ヴィアナ・フィーリョ （1936–1974）- 脚本家
- オラーヴォ・ヴィラク （1865–1918）- 詩人
- オットー・マリア・カルポー （1900–1978）- 批評家
- オットー・ララ・ヘゼンデ - 作家、批評家、ジャーナリスト
- オスカル・アラリペ - 詩人、画家
- オスヴァルド・デ・アンドラーデ （1890–1954）- 作家、批評家
- パウロ・コエーリョ （1947生）- 作家
- パトリシア・ガルヴァン （"Pagu"）-オスヴァルド・デ・アンドラーデの妻
- プリニオ・マルコス （1935–1999）- 脚本家
- ラシェル・デ・ケイロス - 作家
- ヴィニシウス・ヂ・モライス （1913–1980）- 詩人
- ルイス・ドゥアルテ （1956生）- 作家、脚本家、映画脚本家

## 芸術家
- アルトゥール・バリオ
- アルベルト・ジグナール
- アニータ・マラファッチ - 画家
- アルフレド・ヴォルピ （1896–1988）- 画家
- アルメイダ・ジュニオール （1850–1899）- 画家
- アナ・ルシア・ソウザ （1982生）-バレエダンサー
- アントニオ・フランシスコ・リスボア "O Aleijadinho" （1730–1814）- バロック彫刻家
- アルナルド・アンジェリ・フィーリョ （born 1956）- 漫画家
- カンヂード・ポルチナーリ （1903–1962）- 画家
- カルロス・ゴメス・ラセルダ （1964生）- 画家、コンピューターアニメ
- セルソ・ホドリゲス （1980生）- アートディレクター
- シベリ・ヴァレーラ （1943生）- 画家
- エミリアーノ・ディ・カヴァクランティ （1897–1976）- 画家
- フェルナンド・フェレイラ・デ・アラウジョ （1962生）- ニューヨーク市に拠点を置く画家
- フランス・クラジベルグ （1921生）
- グラウコ （1957生）- 漫画家
- グト・ラカス- 画家
- エリオ・オイチシカ （1937–1980）- 画家
- イベレ・カマルゴ （1914–1994）- 画家
- ジョゼ・アドリアーノ・デ・ソウザ（1964年 - ） - 画家
- ラエルテ・コウチーニョ （1951生）- 漫画家
- ラザール・セガール
- レオナルド・メレウ （1981生）- ライター、ミュージシャン
- リジア・クラーク （1920–1988）
- リジア・パペ （1924–2004）
- マナブ・マブ （1924–1997）
- マリオ・グルベール （1927生）
- マウリシオ・デ・ソウザ - 漫画家
- モイセス・バウムステイン - ホログラファー、画家、映画プロデューサー （1931–1991）
- オスカル・アラリペ - 画家
- オスヴァルド・ゴエルヂ （1895–1961）- イラストレーター
- ペドロ・アメリコ - 画家
- ラウル・ボプ- 画家
- ヘナト・デ・アルメイダ-（1921–1980）- 画家
- ヘナト・モンテリシ・デ・アルメイダ
- ホベルト・モンテリシ・デ・アルメイダ - 画家
- ホドリゴ・テイシェイラ （1976生）- ヴィジュアル・エフェクト
- シルヴィア・マセウス （1955生）-
- タイグアラ （1945-1996）- シンガーソングライター
- タルシア・ド・アマラル （1886–1973）- 画家
- ヴィクトル・ブレシェレ （1894–1955）- 画家
- ビクトル・メイレレス （1832–1903）- 画家

### 音楽
- アクアリア
- アングラ
- アントニオ・カルロス・ジョビン
- アストラッド・ジルベルト
- アンドレ・マトス
- イヴェッチ・サンガロ
- ヴァイパー
- ヴィニシウス・デ・モライス
- エイトル・ヴィラ＝ローボス
- エウミール・デオダート
- エリス・レジーナ
- カエターノ・ヴェローゾ
- カルロス・リラ
- キコ・ルーレイロ
- シッコ・ブアルケ
- ジョアン・ジルベルト
- ジョアン・ドナート
- ジルベルト・ジル
- セパルトゥラ
- セルジオ・メンデス
- ソウルフライ
- トッキンニョ
- ナラ・レオン
- ニコラウ・デ・フィゲイレード
- ニュウトン・メンドンサ
- パウロ・コエーリョ
- バーデン・パウエル
- バーニング・イン・ヘル
- ハダメス・ジナタリ
- ピシンギンニャ
- ヒブリア
- マルコス・ヴァーリ
- マルセロ・D2
- ミルトン・ナシメント
- ルイス・エサ
- ワルター・ワンダレイ
- カルメン・ミランダ

日本で活動した歌手
- ヒカルド・クルーズ
- カルロス・トシキ
- マルシア
- 南かなこ

### 俳優
- ヘーペ・カマルゴ
- ロナルド・ゴリアテ
- イヴェッチ・サンガロ
- ロドリゴ・サントロ
- ソニア・ブラガ
- シーラ・メロ
- フェルナンダ・モンテネグロ

### 映像作家
- ルイ・ゲーハ

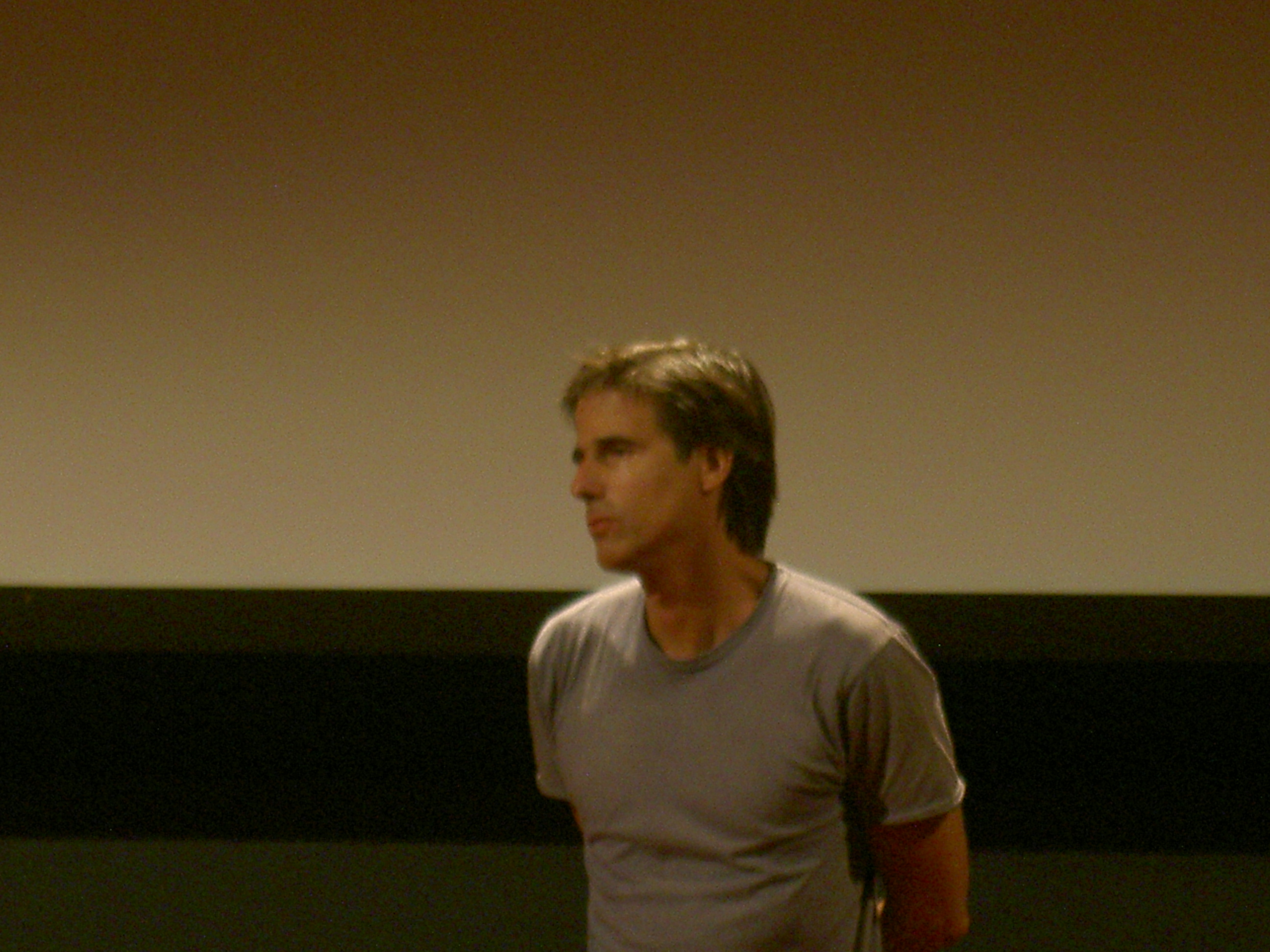
ヴァルテル・サレス（ウォルター・サレス）

- ヴァルテル・サレス - 『セントラル・ステーション』（1998）、『モーターサイクル・ダイアリーズ』（2003）など
- ブレノ・シルヴェイラ - 『フランシスコの2人の息子』（2005）で、『未亡人ドナ・フロールの理想的再婚生活』（1976）を抜き、ブラジル史上最高の劇場動員を果たした。
- カルロス・ヂエギス - 『オルフェ』（1999）
- アンセルモ・ドゥアルテ
- ネルソン・ペレイラ・ドス・サントス - 『リオ40度』（1955）により、キューバのフリオ・ガルシア・エスピノーサ、アルゼンチンのフェルナンド・ビッリと共に新ラテンアメリカ映画運動の先駆となった。
- ジョゼ・パジーリャ - 『バス174』（2002）
- ブルーノ・バヘート - 『未亡人ドナ・フロールの理想的再婚生活』（1976）
- エクトール・バベンコ - アルゼンチン出身、『蜘蛛女のキス』（1985）など
- マリオ・ペイショット
- グラウベル・ホーシャ
- フェルナンド・メイレリス - 『シティ・オブ・ゴッド』（2002）、『ナイロビの蜂』（2005）、『ブラインドネス』（2008）
- パウロ・モレッリ - 『シティ・オブ・メン』（2007）
- フェリペ・ラセルダ - 『バス174』（2002）

## ファッションモデル
- アドリアナ・リマ
- ジゼル・ブンチェン
- アレッサンドラ・アンブロジオ
- アナ・ベアトリス・バロス
- イザベル・グラール
- エマニュエラ・デ・パウラ

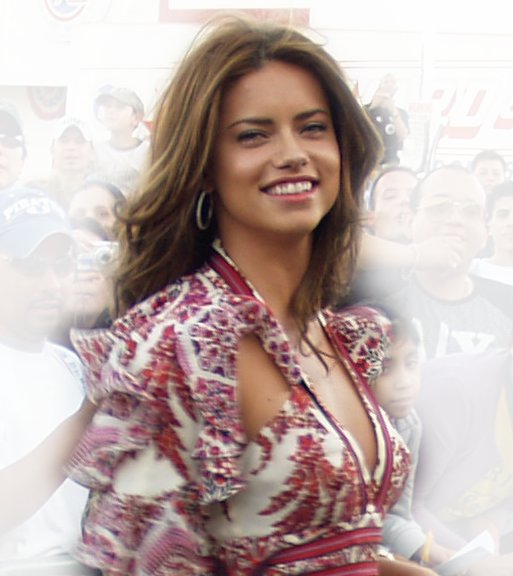
アドリアナ・リマ

- ナタリア・アンデルリ - ミスブラジル2008
- ジュリアナ・イマイ
- ナタリア・ギマランエス - ミスブラジル2007
- ダニエラ・サラヒバ
- ラケル・ジマーマン
- ブルーナ・テノリオ
- キャロライン・トレンティーニ
- ミシェル・アルヴェス

## 王族
- ペドロ1世 (ブラジル皇帝)
- ペドロ2世 (ブラジル皇帝)
- イザベル・ド・ブラジル
- マリア・レオポルディナ・デ・アウストリア
- アメリー・ド・ボアルネ
- テレサ・クリスティナ・デ・ボルボン＝シシリアス

## その他
- ジウダ・アルンス - 医者
- ファビアナ・ムレル - 陸上競技
- セバスティアン・サルガード - 写真家
- アウグスト・ボアール（Augusto Boal）（1831–1909） - 演出家
- アイルトン・クレナック - インディオのシャヴァンテ人の市民運動家
- アニータ・ガリバルディ - ジュゼッペ・ガリバルディの妻
- カルロス・マリゲーラ - 革命家、都市ゲリラ戦術の理論家
- シコ・メンデス - 環境運動家
- ランピアン（Lampião） - ペルナンブーコの義賊
- マリア・ボニータ -ランピアンの妻